# Donguzorun
Donguzorun (ros. Донгуз-Орун, Донгузорун Donguzorun, Донгузорунбаши Donguzorunbaszy, gruz. ბაბის მთა Babis Mta) – szczyt w grani głównej Kaukazu, na granicy Rosji i Gruzji, o wysokości 4454  m n.p.m.

## Położenie
Donguzorun położony jest w centralnej części Wielkiego Kaukazu, w głównym grzbiecie kaukaskim, między Przełęczą Donguzorun (3203 m)  na zachodzie, a Przełęczą Beczo (3367 m)  na południowym wschodzie, stanowiąc część wododziału między zlewiskami Morza Czarnego i Morza Kaspijskiego.
W kierunku północnym i wschodnim wznosi się nad górną częścią doliny Baksanu, dopływu Małki, natomiast na zachód i południe nad górnymi partiami dolin Nakry i Dołry, dopływami Inguri.

Donguzorun położony jest w niewielkiej odległości (około 17 km na południe) od Elbrusa, najwyższego szczytu Kaukazu.

## Charakterystyka
Donguzorun wraz ze szczytem Nakratau (4269 m), znajdującym się na zachód od niego, stanowi jeden z wyróżniających się masywów górskich centralnego Kaukazu.
Donguzorun odznacza się wybitną, stromą północną ścianą, liczącą około 1600 m wysokości, z charakterystycznym lodowcem, przypominającym cyfrę 7.
Szczyt Donguzoruna ma 3 wierzchołki: zachodni (4429 m), główny (4454 m) i wschodni (4442 m). Wierzchołek główny i zachodni pokryte są grubą warstwą śniegu i lodu lodowcowego.

Wybitność szczytu wynosi 1087 m .

## Historia

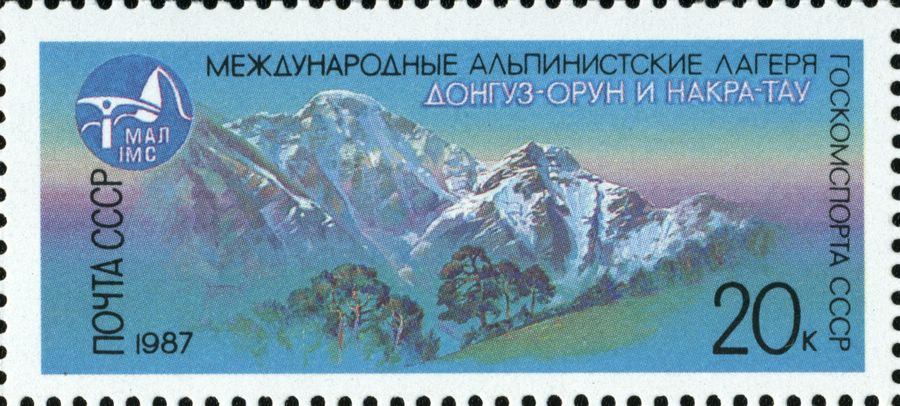
Donguzorun i Nakratau na znaczku pocztowym z 1987 r.

Donguzorun, a ściślej jego wschodni wierzchołek, po raz pierwszy został zdobyty 7 sierpnia 1888 r. przez brytyjskiego alpinistę W.F. Donkina i jego towarzyszy.

## Nazwa
Nazwa szczytu znaczy ‛zagroda dla świń’ (donguz – świnia, orun – miejsce) .

Na mapach topograficznych szczyt opisywany jest jako Donguzorun-Czeget-Karabaszy (ros. Донгузорун-Чегет-Карабаши) .